# 琴派斯科帕奇
琴派斯科帕奇，是匈牙利沃什州所辖的一个村，总面积5.40平方公里，总人口309，人口密度57.2人/平方公里（2010年1月1日）。